# Kaptury (Gmina Iłów)
Kaptury  [kapˈturɨ] est un village polonais de la gmina d'Iłów dans le powiat de Sochaczew et dans la voïvodie de Mazovie.
Il se situe à environ 6 kilomètres au sud-ouest d'Iłów, à 20 kilomètres au nord-ouest de Sochaczew et à 70 kilomètres à l'ouest de Varsovie.